# 2119 Schwall
2119 Schwall је астероид главног астероидног појаса чија средња удаљеност од Сунца износи 2,251 астрономских јединица (АЈ).
Апсолутна магнитуда астероида је 12,8.